# Кривча (Брагінський район)
Кривча — (біл. вёска Крыўча), село (веска) в складі Брагінського району розташоване в Гомельській області Білорусі. Село підпорядковане Маложинській сільській раді і в ньому мешкає 107 осіб (станом на 2004 рік).
Село Кривча розташоване на південному сході Білорусі, у південній частині Гомельської області, за 11 кілометрів східніше від районного центру Брагіна.